# Huon (zatoka)
Huon (ang. Huon Gulf) – zatoka położona we wschodniej części Papui-Nowej Gwinei, będąca częścią Morza Salomona. Od otwartego morza oddziela ją półwysep Huon. 
Zatoka została nazwana na cześć bretońskiego odkrywcy, nawigatora i podróżnika, Jean-Michela Huon de Kermadeca (1748–1793). 
Największym miastem położonym na brzegu tej zatoki jest Lae.